# Bjorn Blommerde
Bjorn Blommerde (Ossendrecht, 6 juli 1987) is een Nederlandse atleet en speerwerper. Hij werd zevenmaal Nederlands kampioen in deze discipline.

## Biografie
In 2004 verbeterde Blommerde het Nederlands record onder 18 jaar (B-junioren) met een worp van 71,81 m, met een speer van 700 gram. In 2005 was hij eerstejaars A-junior. Hij werd Nederlands jeugdkampioen met een worp die acht meter verder was dan die van de nummer twee.
Twee weken na de NK voor junioren mocht hij voor het eerst deelnemen aan de Nederlandse kampioenschappen voor senioren. Hij won daar met een afstand van 68,96 m, met een speer van 800 gram. Daarmee versloeg hij Elliott Thijssen, die al drie jaar ongeslagen was op de Nederlandse atletiekvelden.
In 2006 kreeg Bjorn Blommerde voor het eerst te maken met een sportblessure aan zijn enkel. De Nederlandse jeugdtitel won hij nog wel, maar op de NK voor senioren kon hij zijn titel vanwege die blessure niet verdedigen. 
Begin 2008 was zijn enkelblessure genezen. In het begin van het seizoen zette hij nog wel een afstand van 68,75 op de borden. Bij de Nederlandse kampioenschappen won hij zijn tweede seniorentitel en bovendien wierp hij op zijn 21e verjaardag voor het eerst met de speer van 800 gram over de 70 meter. Zijn broer Jeroen Blommerde kwam toen tot de vierde plaats, met 68,45 m. Uiteindelijk bracht hij dat jaar zijn beste prestatie op 71,39 m, waarmee hij op de nationale jaarranglijst de derde plaats innam.
Op 8 juli 2008 kreeg Bjorn Blommerde van locoburgemeester P. Meeuwisse de Woensdrechtse sportpenning uitgereikt als blijk van waardering voor zijn in het voorafgaande weekend in Amsterdam behaalde nationale speerwerptitel. De Ossendrechtse atleet was de eerste Woensdrechtse sporter die deze penning mocht ontvangen.
In 2009 bewees Blommerde dat hij zich verder had ontwikkeld en als een regelmatige 70-meterwerper moet worden beschouwd. Eerst verbeterde hij half mei zijn PR verder tot 72,17 m, waarna hij op de Nederlandse baankampioenschappen in augustus zijn titel prolongeerde met een worp van 71,52 m.
In de winter van 2009/2010 ging Blommerde samenwerken met de Cubaanse speerwerptrainer Gustavo Ventura, die op dat moment bondscoach van Portugal was. De prestaties in het zomerseizoen van 2010 kwamen wat langzaam op gang, maar uiteindelijk werd het een topjaar. Tijdens de NK senioren werd Blommerde voor de vierde keer Nederlands kampioen met een persoonlijk en kampioenschapsrecord van 78,22 m. Hiermee kwam hij 28 cm te kort voor de Europese kampioenschappen in Barcelona.
In 2011 werd Bjorn Blommerde voor de vijfde keer Nederlands kampioen speerwerpen. Dit jaar benaderde hij ook zijn persoonlijk record tot op 5 cm. Bij de Europa Cup Landenteams in Turkije behaalde hij een vijfde plaats.
Gedurende het seizoen van 2012 raakte hij weer geblesseerd aan zijn enkel. Dit seizoen kwam hij nog wel tot 75,24 m en veroverde ook zijn zesde Nederlandse titel. Eind juli 2012 werd hij voor de tweede keer in zijn carrière geopereerd aan zijn enkel.
Het seizoen 2013 heeft Blommerde weer het Nederlands kampioenschap speerwerpen gewonnen (zevende keer). Toch kon hij niet direct op zijn 'normale' niveau terugkeren na zijn enkeloperatie van het seizoen ervoor. Hij kwam tot een beste jaarprestatie van 73,69. 
In de winter van 2013/2014 zal Blommerde bij zijn vader/coach Peter Blommerde, de fysieke trainers Jeroen Blommerde (broer) en Jeannette Hoftijzer trainen en heeft hij de samenwerking met de Noorse coach Paul André Solberg opgevoerd.
Bjorn Blommerde was tot 2008 aangesloten bij Spado (Bergen op Zoom), maar stapte daarna over naar Nederlands grootste atletiekvereniging, het Bredase A.V. Sprint. 

## Nederlandse kampioenschappen
| Onderdeel   | Jaar                                     |
| ----------- | ---------------------------------------- |
| speerwerpen | 2005, 2008, 2009, 2010, 2011, 2012, 2013 |

## Persoonlijk record
| Onderdeel   | Prestatie | Datum        | Plaats    |
| ----------- | --------- | ------------ | --------- |
| speerwerpen | 78,22 m   | 18 juli 2010 | Amsterdam |

## Overige prijzen en optredens
- 7 keer Ned. kampioen speerwerpen in diverse juniorenklassen
- 2003 Deelname aan Jeugd Olympische Dagen
- 2004 Ned. record speerwerpen onder 18 jr.: 71,81 m (700 g)
- 2005 Deelname aan EK junioren
- 2005 Ned. jeugdkampioen speerwerpen
- 2006 Ned. jeugdkampioen speerwerpen
- 2011 Deelname aan Europese Cup Winterwerpen (10e); 71,82 m